# International Launch Services
A International Launch Services (ILS), é um empreendimento privado binacional entre Estados Unidos e Rússia,
que detém os direitos sobre os lançamentos comerciais usando os foguetes Proton, a partir
do Cosmódromo de Baikonur.
A ILS, foi constituída em 1995, como um empreendimento de "voos espaciais privados", numa parceria entre a Lockheed Martin,
a Khrunichev e a RKK Energia.
Em Maio de 2008, o controle do empreendimento passou a ser exercido exclusivamente pelo Khrunichev State Research and Production Space Center,
no entanto, a sede da empresa continuou sendo nos Estados Unidos.
Portanto, hoje a ILS é uma empresa Norte americana, controlada por uma empresa russa.